# 아리어 (에티오피아)
아리어(Aari, Ari 등으로 표기됨)는 에티오피아 남부에티오피아지역주의 남오모구에 거주하는 아리족이 사용하는 오모어파 언어이다. 하위에 Bako, Biyo (Biya), Laydo, Seyki, Shangama, Sido, Wubahamer, Zeddo 방언이 있다.
이들은 1800년대 말 에티오피아 제국의 오모강 유역 정복 이후 상당한 동화 압력을 겪었고, 이에 따라 암하라어를 널리 받아들이게 되었다. 여전히 아리어는 활발히 쓰이고 있으나 많은 아리족 인구는 암하라어에도 능통하다.